# Muráň
Muráň (em húngaro: Murányalja; alemão: Unter-Muran) é um município da Eslováquia, situado no distrito de Revúca, na região de Banská Bystrica. Tem 103,15 km² de área e sua população em 2018 foi estimada em 1.234 habitantes.

## Demografia
| Ano:        | 1994 | 2004   | 2014   | 2024   |
| ----------- | ---- | ------ | ------ | ------ |
| Broj ljudi: | 1284 | 1258   | 1237   | 1167   |
| Razlika:    |      | -2,02% | -1,66% | -5,65% |

| Ano:               | 2023 | 2024   |
| ------------------ | ---- | ------ |
| Número de pessoas: | 1175 | 1167   |
| Diferença:         |      | -0,68% |